# Житловий комплекс «Ультра»
Житловий комплекс «Ультра» — 25-поверхові башти-хмарочоси у місті Харків, пров. Отакара Яроша, 20. Спорудження комплексу тривало 2005—2009 роки.
В червні 2010 року проект придбала «Компанія ТММ», яка займається запуском житлового комплексу та продажем квартир (запуск планують завершити у липні 2011 р).

## Характеристика
- Високонадійна фасадна система «Рейнарс».
- Вентиляційні фасади, що гарантують надійну звуко- і термоізоляцію.
- Конвектори опалення приміщень «Мініб».
- Ефективна система вентиляції «Аереко».
- Будівля обладнана сучасними системами теплого і холодного водопостачання і очищення води.
- Підземний паркінг на 190 машиномісць.
- 8 швидкісних ліфтів «TyssenKrupp».